# Елшанский (Самарская область)
Елшанский — посёлок в Богатовском районе Самарской области России. Входит в состав сельского поселения Печинено.

## География
Посёлок находится в восточной части Самарской области, в степной зоне, к северу от реки Самары, на расстоянии примерно 14 километров (по прямой) к западу-юго-западу (WSW) от села Богатого, административного центра района. Абсолютная высота — 47 метров над уровнем моря.
Климат
Климат характеризуется как континентальный, с жарким сухим летом и холодной малоснежной зимой. Средняя температура воздуха самого тёплого месяца (июля) — 20 — 25 °C (абсолютный максимум — 40 °C); самого холодного (января) — −14,1 °C (абсолютный минимум — −47 °C). Среднегодовое количество атмосферных осадков составляет 350—425 мм. Снежный покров образуется в конце ноября и держится в течение 141 дня.
Часовой пояс
Посёлок Елшанский, как и вся Самарская область, находится в часовой зоне МСК+1. Смещение применяемого времени относительно UTC составляет +4:00.

## Население
| 2010 |
| ---- |
| 12   |

Половой состав
По данным Всероссийской переписи населения 2010 года в гендерной структуре населения мужчины составляли 50 %, женщины — соответственно также 50 %.
Национальный состав
Согласно результатам переписи 2002 года, в национальной структуре населения русские составляли 100 % из 11 чел.